# Paris-Royan
Paris-Royan est une ancienne course cycliste française, de 550 kilomètres environ, organisée de 1895 à 1897 entre la capitale française et la ville de Royan située dans le département de la Charente-Maritime en région Nouvelle-Aquitaine.

## Palmarès
| Année | Vainqueur     | Deuxième           | Troisième     |
| ----- | ------------- | ------------------ | ------------- |
| 1895  | Charles Meyer | Delanney Dodds     | Jean Domptet  |
| 1896  | Charles Meyer | "Tollim" Millot    | Georges Ducom |
| 1897  | Maurice Garin | Alexandre Foureaux | Marcel Kerff  |